# René Le Sauvage
René Le Sauvage (né à Granville vers 1628 et mort à Lavaur le 17 mai 1677) est un ecclésiastique qui fut  évêque  de Lavaur de 1673 à 1677.

## Biographie
Docteur en théologie de la Sorbonne, il est nommé évêque de Lavaur en 1673 et consacré par l'archevêque de Bourges. Il prend possession de son siège épiscopal le 21 février 1675.
Il meurt le 17 mai 1677 à Lavaur après avoir donné tous ses biens aux pauvres et à sa cathédrale Saint-Alain de Lavaur. Il y est inhumé sans aucune pompes funèbres selon ses dernières volontés .